# Безхребетна оксамитова акула Шервуда
Безхребетна оксамитова акула Шервуда (Scymnodalatias sherwoodi) — акула з роду Безхребетна оксамитова акула родини Полярні акули. Інша назва «колюча акула Шервуда».

## Опис
Загальна довжина досягає 1-1,2 м. Голова трохи сплощена. Морда коротка. Очі великі, горизонтальної форми. Рот невеликий. Губи тонкі, зморшкуваті. На нижній щелепі зуби високі та широкі, прямі, розташовані в 1 рядок, мають пласкі або овальні верхівки. На верхній щелепі розташовано 57 зубів, на нижній — 34. На верхній — зуби з дуже вузькими та гострими верхівками, бокові верхівки відсутні. У неї 5 пар зябрових широких щілин. Остання щільна довша за першу. Тулуб гладкий, щільний, помірно довгий. Шкіряна луска листоподібної форми, помірно висока, вузькі у верхівках, позбавлена характерних бокових кілів. Грудні плавці короткі з округлими верхівками. Має 2 спинних плавця без зовнішніх шипів. Задній спинний плавець більше за передній. Хвостовий плавець помірно широкий, має більш велику верхню лопать. Черево довге. Анальний плавець відсутній.
Забарвлення темно-коричневе.

## Спосіб життя
Тримається на глибині 400–500 м. Це малоактивна акула. Живиться малорухомою здобиччю та органічним падлом.
Це яйцеживородна акула.

## Розповсюдження
Мешкає біля східного узбережжя Південного острова Нової Зеландії.